# August von der Heydt (Bankier, 1801)

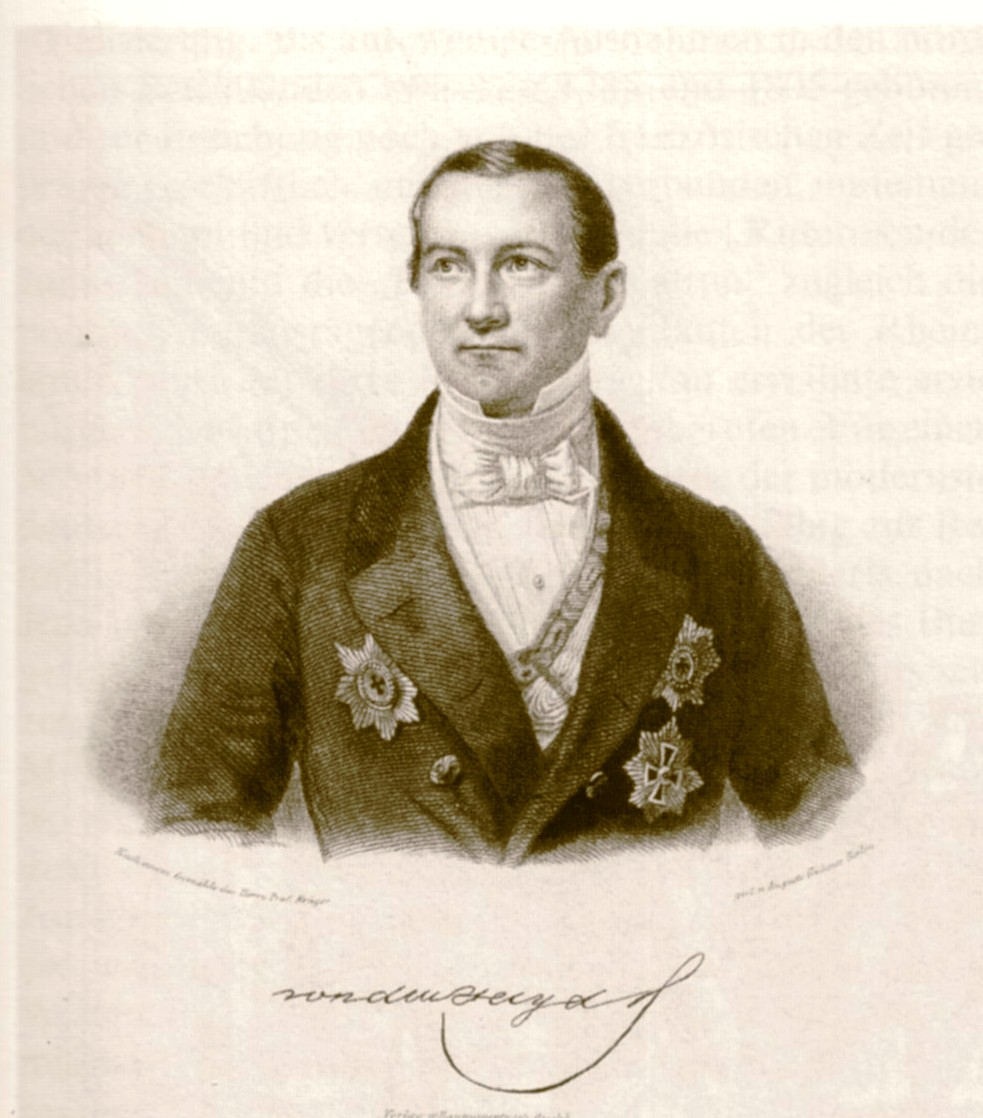
August von der Heydt

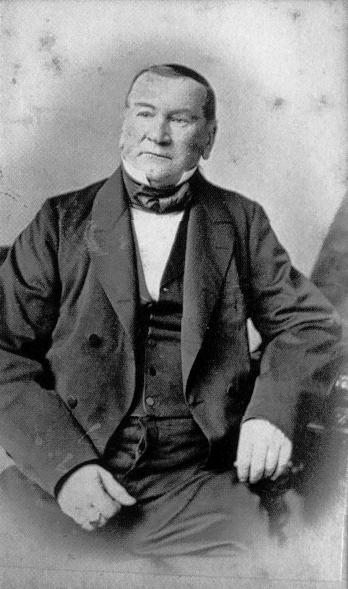
Foto-Porträt

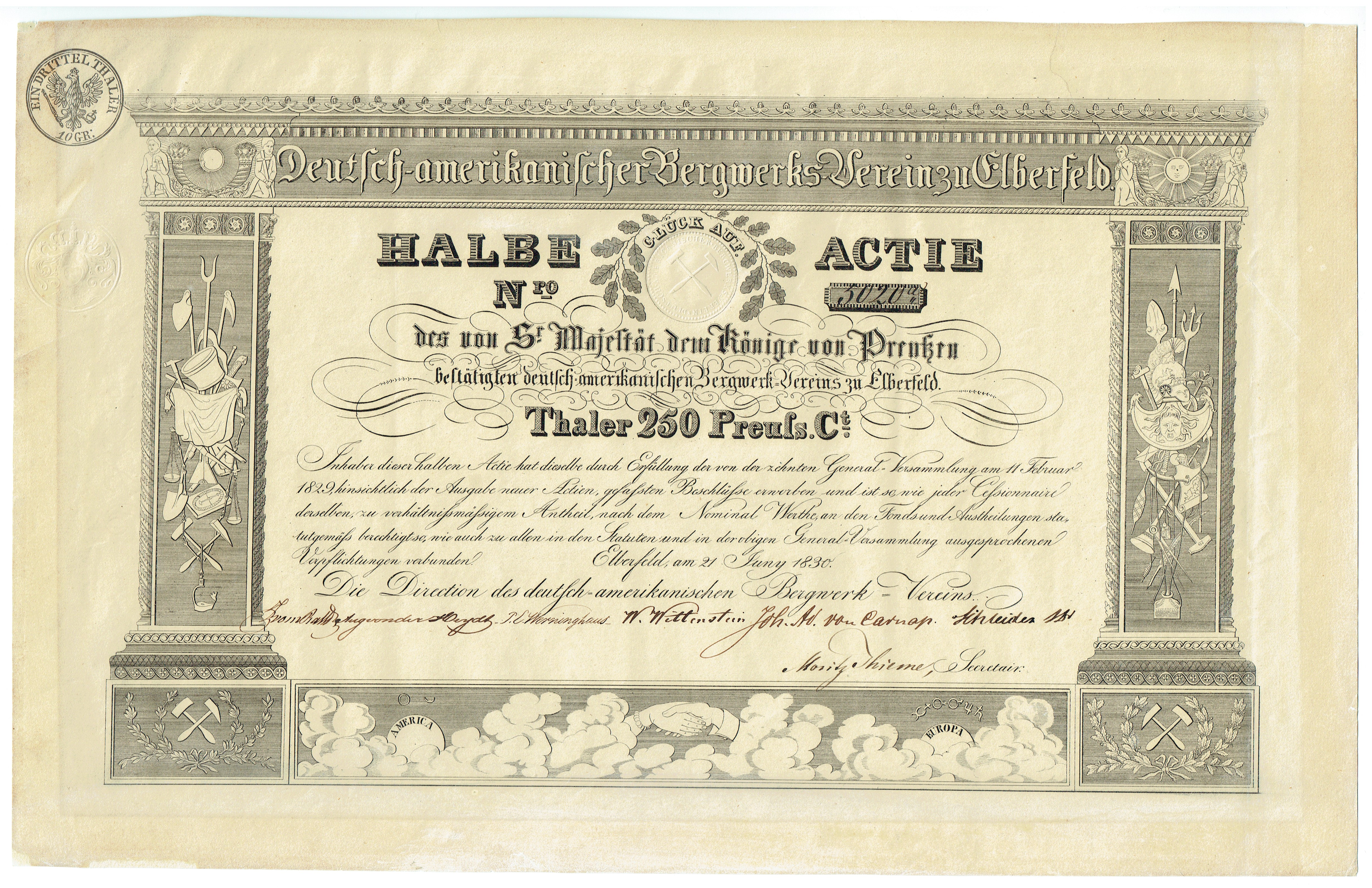
Eine halbe Aktie des Deutsch-Amerikanischen Bergwerks-Verein vom 21. Juni 1830 mit Unterschrift von August von der Heydt

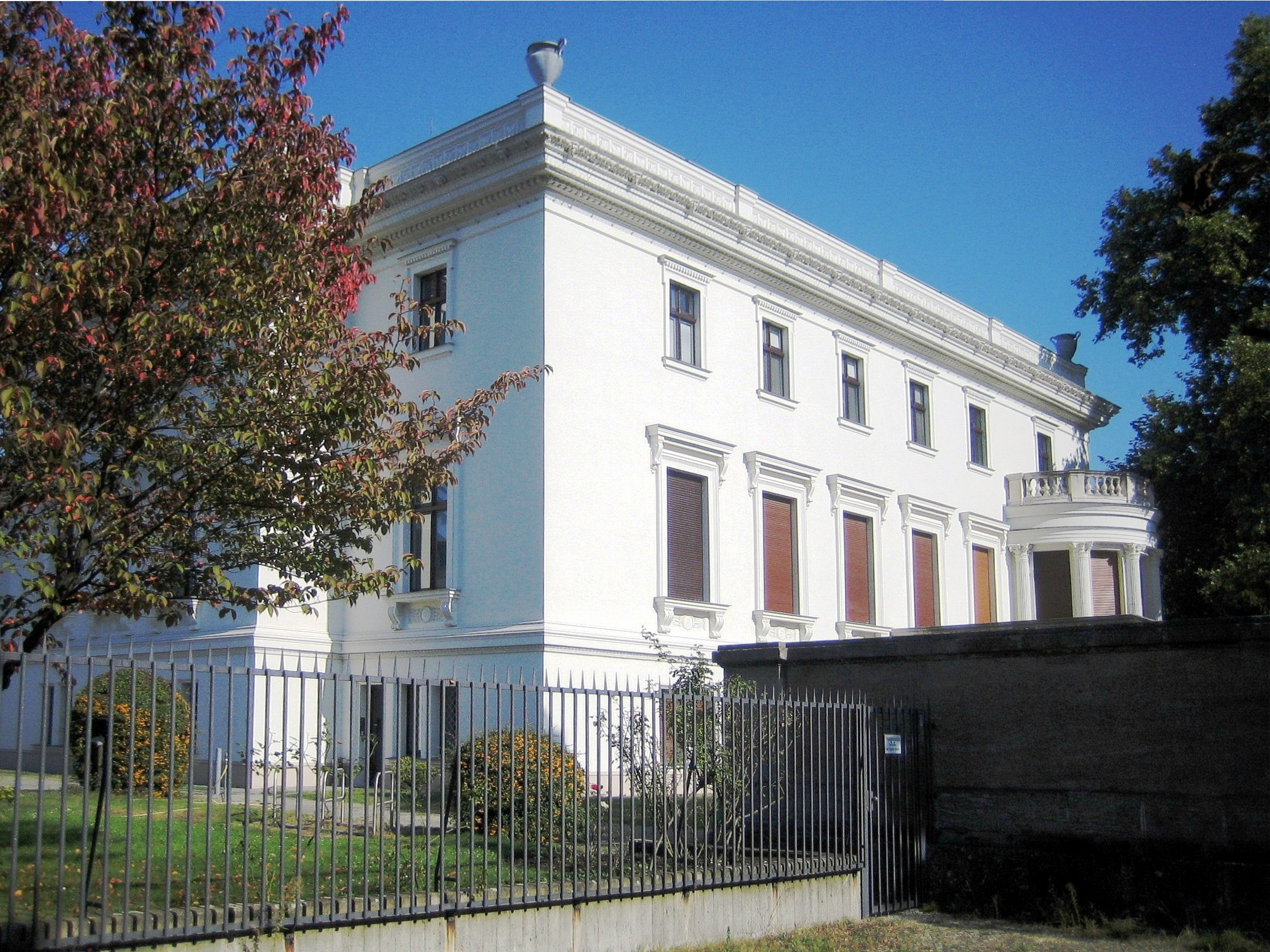
Villa von der Heydt, Blick von Südwesten

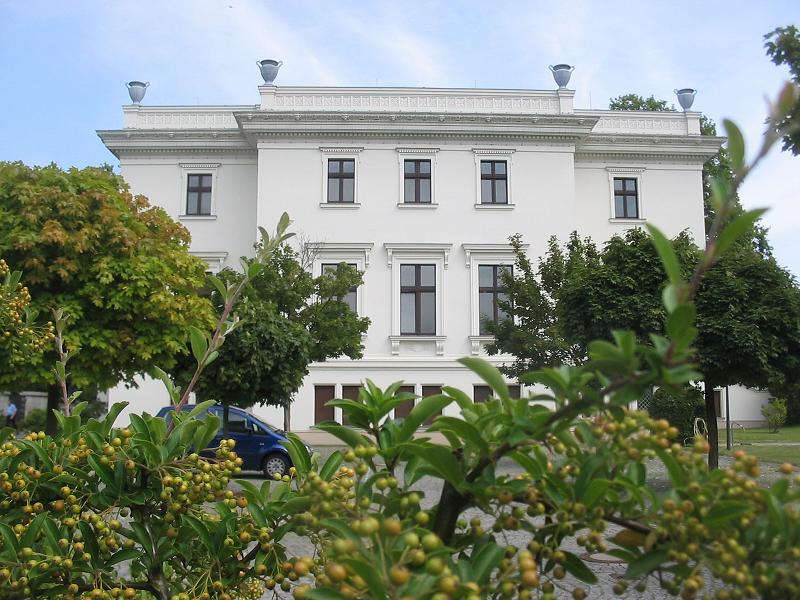
Villa von der Heydt, Berlin-Tiergarten, Westfassade

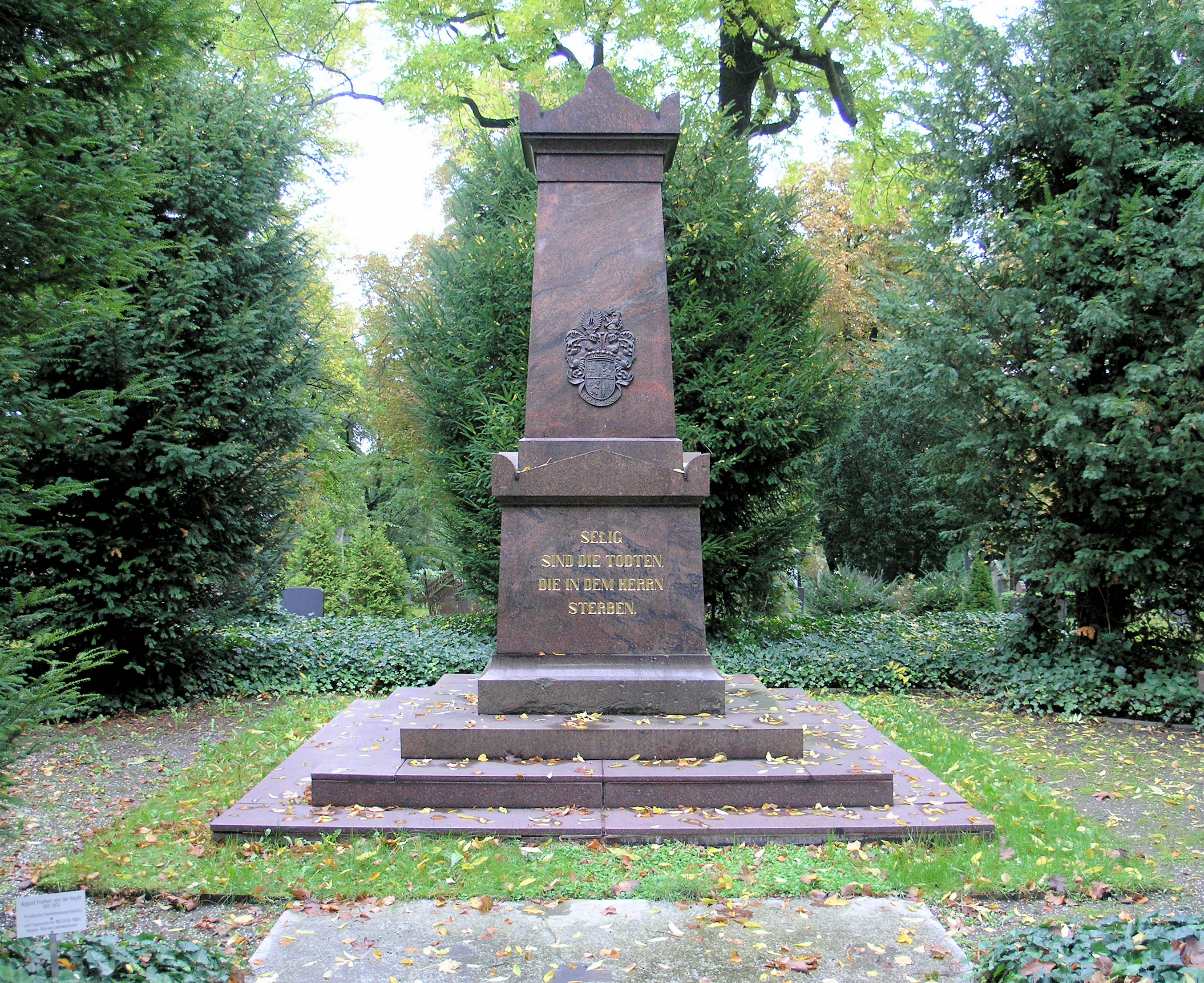
Ehrengrab, Berlin-Schöneberg

August Freiherr von der Heydt (* 15. Februar 1801 in Elberfeld, im heutigen Wuppertal; † 13. Juni 1874 in Berlin) war ein Bankier und preußischer Handels- und Finanzminister unter König Friedrich Wilhelm IV.

## Herkunft
August von der Heydt stammte aus der angesehenen Kaufmannsfamilie von der Heydt zu Elberfeld. Sein Vater war Daniel Heinrich von der Heydt (1767–1832), Bankier, Stadtrat, Bürgermeister sowie Präses des Handelsgerichts in Elberfeld. Seine Mutter war dessen Ehefrau Wilhelmine Kersten (1771–1854). Sein Großvater Abraham Kersten (1733–1796) aus Spangenberg in Hessen war ebenfalls Bankier und Kaufmann. Dieser hatte bereits 1754 das Bankhaus Abraham Kersten gegründet und 1794 Daniel von der Heydt als Teilhaber aufgenommen und so das Bankhaus von der Heydt-Kersten geschaffen.

## Leben
Er übernahm nach einem Aufenthalt in England und Frankreich mit zwei Brüdern das Bankgeschäft des Vaters. Er heiratete am 6. Juni 1836 in Elberfeld die ebenfalls aus Elberfeld stammende Julie Blank (1804–1865). An den öffentlichen Angelegenheiten seiner Vaterstadt nahm er lebhaften Anteil und wurde 1841 von dieser in den Provinziallandtag der Rheinprovinz, 1847 auch in den Vereinigten Landtag deputiert. Hier trat er durch seine parlamentarische Begabung hervor. 1848 gehörte er dem Vorparlament an. Ende 1848 von Elberfeld in die Nationalversammlung gewählt, übernahm er im Kabinett Brandenburg-Manteuffel am 4. Dezember 1848 das Ministerium für Handel, Gewerbe und öffentliche Arbeiten. Im Jahr 1858 ging er auch in das Kabinett Hohenzollern über. Sein Departement verwaltete er mit Energie, wobei ihm auch „manche büreaukratische Willkür“ zur Durchsetzung staatlicher Interessen nachgesagt wurde. Nach ihm benannt sind die Siedlung Von der Heydt bei Saarbrücken, die Zeche Von der Heydt in Herne sowie der Von-der-Heydt-Schacht in Ibbenbüren.
Von der Heydt wurde auf dem Alten St.-Matthäus-Kirchhof in Berlin-Schöneberg beigesetzt. Die Grabstätte gehört seit 1984 zu den Ehrengräbern der Stadt Berlin.

## Politik
Obwohl von Haus aus ein Liberaler und dem kommerziellen Eisenbahnbau zugeneigt, zeigte er sich im Dienste Preußens als Anhänger des Staatsbahngedankens. Auf seine Bemühungen erfolgte zunächst der Bau und Betrieb der Preußischen Ostbahn auf Staatskosten, später auch wesentliche Erweiterungen der staatlichen Eisenbahnen durch Betriebsübernahmen und Zukäufe. 1850 war er Abgeordneter im Volkshaus des Erfurter Unionsparlaments.
Gleichzeitig mit der Dienstentlassung der Minister Auerswald, Patow, Pückler, Schwerin und Bernuth aus dem Kabinett Hohenlohe vom 17. März 1862 wurde „von der Heydt, unter interimistischer Belassung der oberen Leitung des Staatsministeriums für Handel, Gewerbe und öffentliche Arbeiten, zum Finanz-Minister“ ernannt. Mit dem Eintritt Otto von Bismarcks am 24. September 1862 schied er aus dem Kabinett wieder aus und wurde im Januar 1863 in den erblichen preußischen Freiherrenstand erhoben. Von 1855 bis 1862 und erneut von 1863 bis 1870 gehörte er dem Preußischen Abgeordnetenhaus an, von 1854 bis zu seinem Tode war er Mitglied des Preußischen Staatsrates.
Kurz vor Ausbruch des Krieges mit Österreich, am 5. Juni 1866, übernahm er zum zweiten Mal das Finanzministerium und verstand es, die Geldmittel für den Feldzug ohne Anleihe zu beschaffen. Mit Geschick leitete er auch die Finanzoperationen für das Retablissement der Armee, die Dotierung des Staatsschatzes etc. Als aber die Geschäfte zu stocken anfingen und ein Teil des Etats an den Norddeutschen Bund überging, prophezeite August von der Heydt ein großes Defizit und verlangte eine Menge neuer Steuern im Reichs- und Landtag, die sämtlich nicht bewilligt wurden. Am 26. Oktober 1869 erhielt er unter Verleihung des Schwarzen Adlerordens die erbetene Entlassung. Von August 1867 bis Ende März 1870 war er Mitglied des Reichstages des Norddeutschen Bundes, schloss sich im Parlament jedoch keiner Fraktion an.

## Familie
Er heiratete am 6. Juni 1836 in Elberfeld die ebenfalls aus Elberfeld stammende Julie Blank (1804–1865), eine Tochter des Fabrikanten Johann Wilhelm Blank (1773–1846) und der Sibylla Helene Simons. Das Paar hatte fünf Söhne und eine Tochter. Von der Heydt war Vater des Bankiers August Freiherr von der Heydt (1825–1867) und Großvater des Bankiers und Kunstmäzenen August Freiherr von der Heydt (1851–1929). Weiterhin war er Vater von Bernhard Freiherr von der Heydt (1840–1907), Landrat des Obertaunuskreises und Robert Freiherr von der Heydt, Landrat des Kreises Eupen.
Seine Villa am Landwehrkanal in Berlin-Tiergarten, in der nach ihm benannten Straße, ist heute Sitz des Präsidenten und der Hauptverwaltung der Stiftung Preußischer Kulturbesitz.

## Ehrungen
Gemeinsam mit Caspar Wilhelm Meckel und Johann Adolf von Carnap wurde er 1834 als erster Bürger der Stadt Elberfelds mit dem Titel eines Kommerzienrats ausgezeichnet.